# L'Adoration des mages (Rubens, Lyon)
Pour les articles homonymes, voir L'Adoration des mages (Rubens) et L'Adoration des mages (homonymie).
L'Adoration des mages est un tableau de Rubens réalisé vers 1617-1618. Cette huile sur toile est conservée au musée des Beaux-Arts de Lyon.

## Description
De style baroque, ce tableau donne une version désacralisée de la scène de l'adoration de l'enfant Jésus, tenu par la Vierge sur une couche de paille, par les mages : en effet, celui-ci pose la main sur la tête dégarnie de l'un de ceux-ci, tandis que ce dernier, agenouillé, lui embrasse l'un des pieds. La scène se déroule dans une écurie sombre éclairée par un rai de lumière venant de la gauche. Les mages ont des vêtements éclatants, dont les formes dessinent des arabesques, et sont entourés de serviteurs présentant les offrandes de ces mages. Les personnages sont organisés sur toute longueur de la toile, la foule apparaissant comme formant un frise, montrant à l'arrière-plan une foule de soldats, d'individus observateurs de la scène et même de chevaux qui remplissent chaque espace du tableau.

## Histoire
Comme sa forme est horizontale et non verticale, on peut penser que le tableau a été commandé pour une collection privée plutôt pour servir comme retable. Peter C. Sutton a suggéré que, dans la mesure où Rubens a traité ce sujet dans des formats verticaux lorsqu'il s'agissait de commissions par des ecclésiastiques afin qu'ils servent de retables, le format horizontal, que l'on retrouve dans le cas de L'Adoration de Rubens peint pour la salle Statenkamer de la ville d'Anvers vers 1608-1609, pourrait suggérer que cette peinture était aussi une commission de nature profane.
Selon J.-P. Sainte-Marie, le page tenant la traîne dans ce tableau aurait servi de modèle pour le deuxième page de droite dans le tableau que Rubens a peint en 1628 et aujourd'hui à l'Hôpital général de Provins.
Comme souvent dans ses compositions, Rubens dépeint la Vierge sous les traits de son épouse. Ce tableau a été largement reproduit en gravure et en tapisserie.

## Les autres versions
Rubens a peint entre dix et quinze versions de cette scène.
Le musée de la Tour abbatiale de Saint-Amand-les-Eaux conserve une copie à la composition identique, mais peinte en miroir, sans doute d'après la gravure de l’œuvre. Ce tableau provient de l'abbaye Saint-Pierre d'Hasnon.[réf. nécessaire]